# Síndrome LEOPARD
La síndrome LEOPARD (també coneguda com a síndrome cardiocutani, síndrome de Gorlin II, síndrome de lentiginosi profusa, lentiginosi cardiomiopàtica progressiva, síndrome de Caputo-Rimoin-Konigsmark-Esterly-Richardson, o síndrome de Moynahan) - forma part d'un grup anomenat síndromes Ras/MAPK - és una rara malaltia hereditària autosòmica dominant, multisistèmica causada per una mutació en la proteïna tirosina fosfatasa, codificada pel gen no-receptor de tipus 11 (PTPN11). La malaltia és un conjunt de característiques, sobretot afecten la pell, els sistemes esquelètic i cardiovascular, que pot o no estar present en tots els pacients. La naturalesa de com la mutació fa que apareguin cadascun dels símptomes de la malaltia no és ben coneguda, però la investigació està en curs.
En relació amb la síndrome de Noonan, la síndrome de LEOPARD és causada per una diferent mutació sense sentit del mateix gen. La síndrome de Noonan és bastant comuna (1:1.000 a 1:2.500 nascuts vius), i la neurofibromatosi I (que es creia estar relacionada amb la síndrome LEOPARD) també és comuna (1:3.500), però, no hi ha dades epidemiològiques de la síndrome LEOPARD.

## Signes i símptomes
El nom de la malaltia és un acrònim corresponent a una regla mnemotècnica, originalment encunyada el 1969, a partir de les 7 primeres lletres dels signes i símptomes (en anglès) que presenta la síndrome (amb l'ordre que es presenta a continuació), on la primera lletra (L) correspon als lentigens, que ens recorden alhora a les "pigues" característiques de la pell del lleopard.
- Lentigenes: lentigens.
- Electrocardiographic conduction abnormalities: anomalies de conducció electrocardiogràfica.
- Ocular hypertelorism: hipertelorisme.
- Pulmonary stenosis: estenosi pulmonar.
- Abnormal genitalia: anomalies genitals, principalment criptorquídia.
- Retarded growth: retard del creixement.
- Deafness: sordesa, neurosensorial.